# Anomala tricolorea
Anomala tricolorea är en skalbaggsart som beskrevs av Ohaus 1915. Anomala tricolorea ingår i släktet Anomala och familjen Rutelidae. Inga underarter finns listade i Catalogue of Life.